# Robert van de Graaf

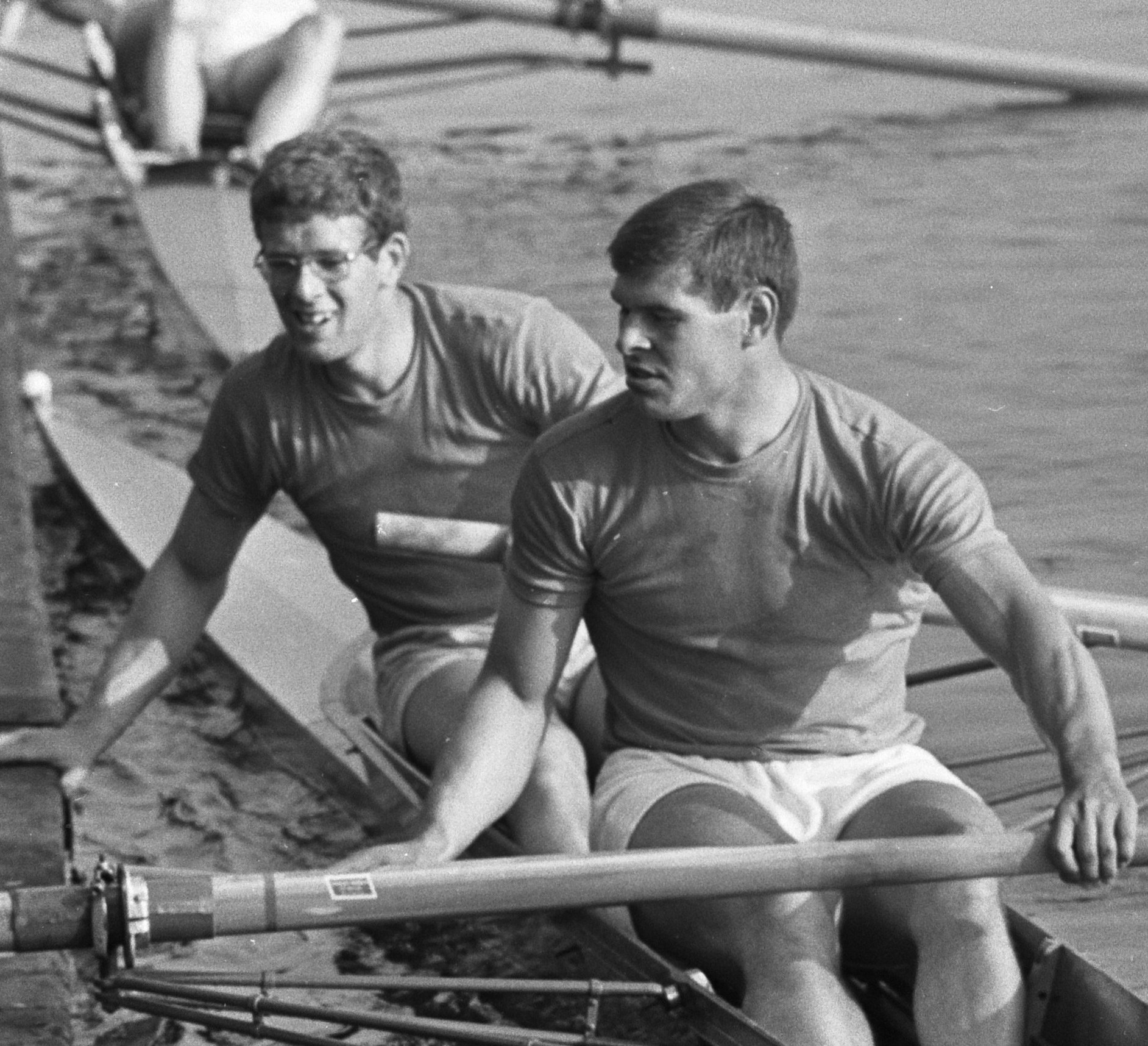
Robert van de Graaf (hinten) und Frederik van de Graaff 1967 im ungesteuerten Zweier

Robert „Bobbie“ van de Graaf (* 17. März 1944 in Macclesfield, England) ist ein ehemaliger niederländischer Ruderer. 
Der 1,89 m große Robert van de Graaf vom Ruderverein D.S.R.V. Laga in Delft gewann bei den Olympischen Spielen 1964 die Bronzemedaille im Vierer mit Steuermann hinter den Booten aus Deutschland und Italien. Im Boot saßen neben dem 1938 geborenen Steuermann Marius Klumperbeek mit Alex Mullink, Jan van de Graaff und Frederik van de Graaff ausschließlich 1944 geborene Ruderer.